# Æðuvík
Æðuvík (dánul: Avevig) település Feröer Eysturoy nevű szigetén. Közigazgatásilag Runavík községhez tartozik.

## Földrajz
A település a sziget déli csúcsán fekszik, ezzel Eysturoy legdélibb települése. Közte és Rituvík között található a Toftavatn tó.

## Történelem
Æðuvíkot 1897-ben alapították.

## Népesség
| Év          | Lakosság |
| ----------- | -------- |
| 1986.01.01. | 88       |
| 1991.01.01. | 96       |
| 1996.01.01. | 66       |
| 2001.01.01. | 98       |
| 2006.01.01. | 101      |

## Közlekedés
Æðuvíkból északnyugat felé Nes, észak felé Rituvík érhető el közúton. A települést érinti a 442-es buszjárat.

### Külső hivatkozások
- faroeislands.dk – fényképek és leírás (angol)
- Æðuvík[halott link], Runavík község (feröeri)
- Æðuvík, Visit Eysturoy (feröeri, angol)
- Panorámakép a település központjából (dán)
- Panorámakép a sólyától Archiválva 2021. július 15-i dátummal a Wayback Machine-ben (dán)
- Æðuvík, fallingrain.com (angol)